# Мо-цзи
Мо-ді (кит.: 墨翟), або Учитель Мо, Мо-цзи (кит.: 墨子) — китайській філософ, засновник школи моїзму (мо-цзя)

## Біографія
Дати його життя точно не встановлені, приблизно називають 479-400 pp. до н. е. За однією версією, Мо-ді народився у державі Тен 滕國. За іншими версіями, його рідними країнами були Лу чи Сун.
Спочатку він вчився у конфуціанців, але, не погоджуючись з багатьма положеннями їхнього вчення. На противагу «дотриманню лі» Мо-цзи висуває ідею «загальної любові» цзяньай 兼愛. Усі люди повинні піклуватися про інших і робити все, «щоб примножувати блага та усувати всі шкідливі (явища) у Піднебесній». Тільки тоді торжествуватиме істинна гуманність: голодні отримають їжу, ті, що мерзнуть, — одяг, стомлені — спокій. Причину бідувань Мо-цзи вбачав у тому, що влада та багатство передається у спадщину і потрапляє до рук тих, хто їх не заслуговує. Щоб це не відбувалося, необхідно висувати на посади людей згідно з їх моральними якостями та здібностями, незалежно від походження.
Ці погляди Мо-цзи показують, що він, услід за конфуціанством обирає місцем гармонізації буття людей соціальний космос.
Щоб надати ваги «думці людей», Мо-цзи наділяє здатністю висловлюватися Небо, яке тільки бажає всім добра, але не владне над долями людей. Люди самі мають домагатися кращого життя. Для цього необхідно працювати у поті чола і не прагнути розкоші, необхідно добре виконувати свою справу, тоді їжі та одежі буде вдосталь.
Звертання до волі неба і до духів, що карають злих та нагороджують добрих, не відповідає принципам філософії Мо-цзи і в цілому звучить непереконливо—що означає «бажає добра»? І як віддячується добро? — на ці питання важко дати відповідь. Вразливість цієї позиції розумів сам Мо-цзи (пізніше моїсти взагалі відмовилися від цієї ідеї), а тому він водночас шукає інший спосіб обґрунтування на рівні практичних результатів влади — тільки вони можуть бути вірною оцінкою. Якщо дії правителя завдають лихо людям, то вони не можуть бути правильними. Якщо віра в долю призводить до того, що людина покладає надії на неї, а сама нічого не робить, щоб добре жити, то віра в долю є оманою. Якщо йти далі за логікою Мо-цзи, то виникає питання — чому ж люди роблять злі вчинки собі на шкоду? Причина помилок людей лежить у незнанні та нерозумінні сутності слів. Бо як пояснити, що «шляхетні люди», обурюючись з приводу дрібної крадіжки, водночас вважають за нормальне напад на сусідні держави та їх пограбування. Ці люди не розуміють сутності поняття «гуманність».
Звернувшись до сфери пізнання, Мо-цзи першим у китайській філософії дав теоретичний аналіз та логічне вирішення цілої низки проблем. Він вважав, що зміст понять («імена») повинен відповідати дійсності і піддав критиці конфуціанську ідею «виправлення імен». Мо-цзи вважав, що новим явищам соціального життя слід давати нові імена, а не приводити їх у відповідність із старими. Основою для пізнання є досвід, що розуміється як дотримування «дійсності, яку чує і бачить народ». Такі погляди можна кваліфікувати як емпіризм.
Особливе місце у філософії Мо-цзи посідають міркування про критерій істини. Китайський мислитель вважав, що висловлювання мають ґрунтуватися на «взірці», «прикладі» 儀. Наслідувати «приклад» — відповідати згідно сань бяо 三表, трьом показникам (критеріям): «Має бути підстава 本, має бути джерело 原, має бути застосування 用». Критерій «підстава» означає, що судження слід зіставляти з досвідом предків, мудрих правителів минулого. Другий критерій — джерело: необхідно спиратися на думку більшості людей. Третій критерій — користь: якщо дія приносить добрий результат, то її можна вважати правильною.
Заслугою Мо-цзи є розробка категоріального апарату теорії пізнання. Особливу роль філософ вбачав у поняттях «лей» 類 — рід, подібність, аналогія, і «гу» 故 — причинність, причому поняття «лей» виконувало дві функції: по-перше, розрізнення слів з родом понять— військовий похід може бути і нападом, і захистом, і каральною акцією; по-друге, побудова логічних висновків за аналогією.
Філософія Мо-цзи є особливим випадком у китайській філософії. За проблематикою вона найближче стоїть до європейської традиції. Але внаслідок своїх теоретичних висновків філософській школі Мо-цзи для виживання довелося перетворитись в організаційну структуру, котра проіснувала понад сторіччя. Члени цієї школи малії виконувати заповіти Мо-цзи практично, а не лише обґрунтовувати теоретично. Напіввійськова організація, сувора дисципліна та ідейна згуртованість робили моїстів вагомою силою, і вони не раз її демонстрували, беручи участь у міжусобних війнах на боці слабшого супротивника.